# Vogelweide (Wels)

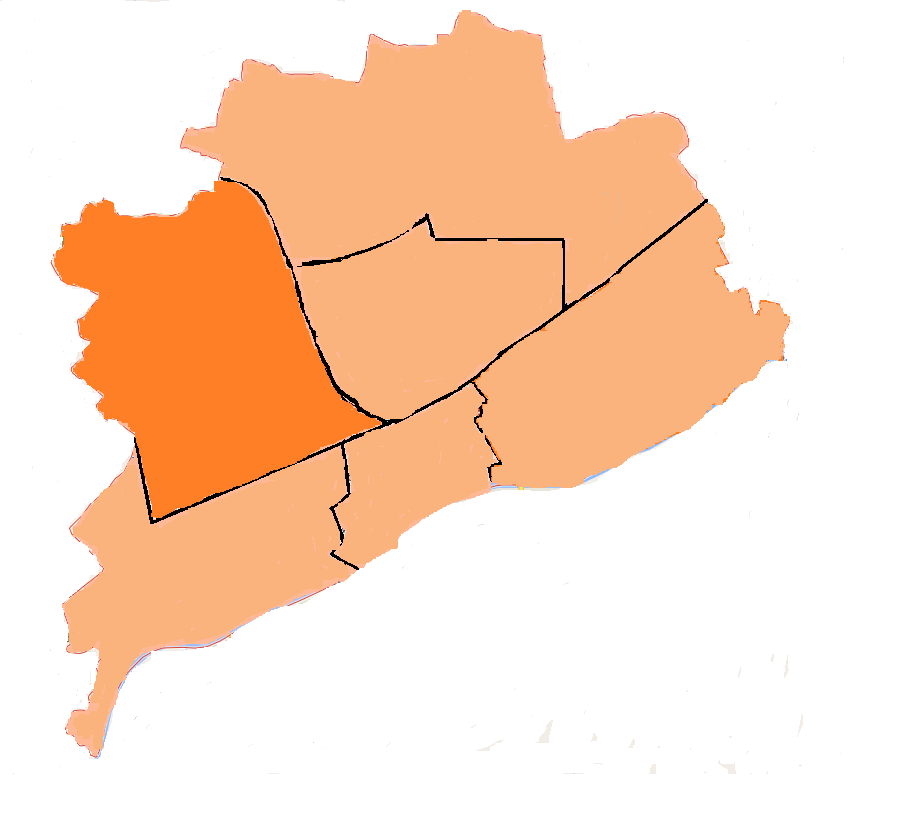
Karte Wels Vogelweide

Vogelweide ist ein Stadtteil im Nordwesten der oberösterreichischen Stadt Wels. Mit mehr als 17.000 Einwohnern ist er der einwohnermäßig größte Stadtteil von Wels.
Der Stadtteil entstand in der ersten Hälfte des 20. Jahrhunderts auf dem Gebiet der Katastralgemeinden Lichtenegg und Obereisenfeld. Heute ist die Vogelweide überwiegend ein Wohnstadtteil.

## Ortsteile und Siedlungen
Der Stadtteil Vogelweide gliedert sich in die Ortsteile und Siedlungen: Gartenstadt, Gaßl, Laahen, Niederthan, Obereisenfeld, Oberthan, Wimpassing und Wispl.
Im Norden grenzt die Vogelweide an die Gemeinde Krenglbach, im Osten an die Stadtteile Puchberg und Neustadt, im Süden an die Innere Stadt und an Lichtenegg und im Westen an die Gemeinde Gunskirchen.

## Geschichte

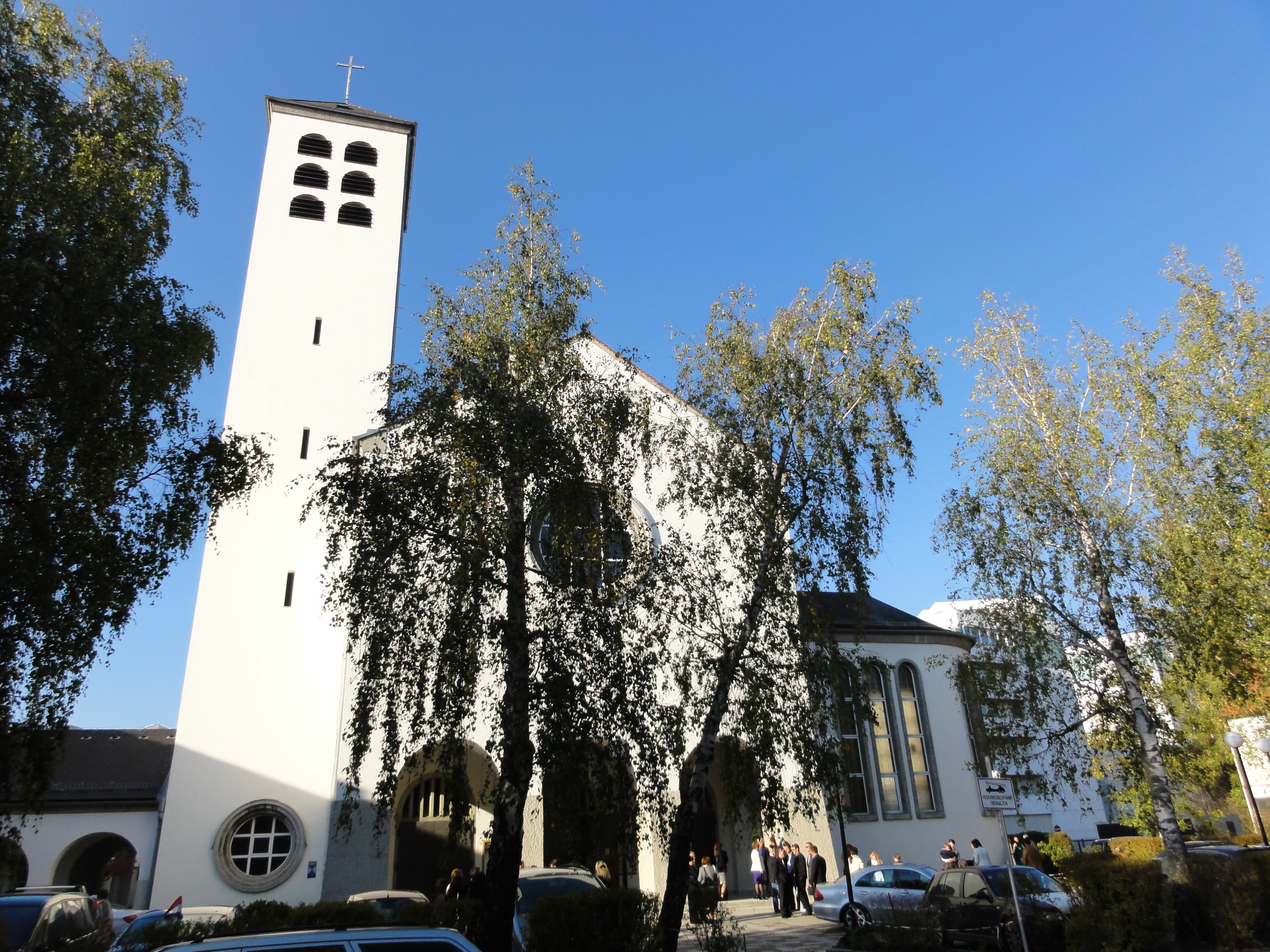
Pfarrkirche hl. Familie

Bis in die Mitte der ersten Hälfte des 20. Jahrhunderts bestand der heutige Stadtteil Vogelweide überwiegend aus landwirtschaftlichen Nutzflächen. Zu Beginn des 20. Jahrhunderts siedelte sich die Vereinigte Fettwaren Industrie in der Vogelweide an.
Erst Ende der 1920er Jahre begann man auf den Posthofgründen mit dem Bau von Mehrparteienhäusern. Am 15. Mai 1930 verkündete der damalige Welser Bürgermeister Aubert Salzmann, dass der Platz inmitten der Wohnhäuser nach Walter von der Vogelweide benannt wird. Man wollte damit die historische Verbindung zur unterfränkischen Stadt Würzburg untermauern. Diese hatte wenige Wochen vor der Benennung den 700. Todestag des Minnesängers gefeiert. Schon nach wenigen Jahren setzte sich für die gesamte Siedlung der Name Vogelweide durch.
Mit dem Anschluss Österreichs an das Dritte Reich wurde die Welser Heimstätte der Reichsdienststelle unterstellt und zentralisiert. Da sehr viele Menschen in den Welser Flugzeugwerken beschäftigt waren, wurde Wohnraum dringend benötigt. Somit konnten noch bis 1942 weitere Wohnungen gebaut werden.
Durch Bombenangriffe auf Wels wurde die Vogelweide schwer zerstört, einige Häuser waren für viele Jahre unbewohnbar. Unmittelbar nach dem Krieg begann der Wiederaufbau der beschädigten Bausubstanz.
Der Zuzug ländlicher Bevölkerung aus dem Umland erforderte dringend neue Wohnungen. Somit wuchs die Vogelweide in den 1950er Jahren wie kein anderer Stadtteil in Wels. 1952 wurde der Grundstein für die Kirche der Heiligen Familie gelegt. Sie bildet gemeinsam mit dem Heimstättenring und dem Vogelweiderplatz das Zentrum der Vogelweide.
Unter Bürgermeister Leopold Spitzer wurde die Gartenstadt mit den für sie typischen Hochhaussiedlungen gebaut und auch in Laahen entstanden mehrere Wohnhäuser.
Der Ausbau des Wohngebietes in der Vogelweide dauert bis in die Gegenwart an; so wurde zu Beginn des 21. Jahrhunderts die römisch-katholische Kirche St. Franziskus im Stadtteil Laahen eingeweiht.

## Wirtschaft und Infrastruktur
Die größten im Zählbezirk Vogelweide angesiedelten Unternehmen sind die Vereinigte Fettwaren Industrie und der Seilhersteller Teufelberger.
Durch die historische Verbindung hat auch die Welser Heimstättengenossenschaft ihren Sitz in der Vogelweide.
In den kommenden Jahren soll im Stadtteil Oberthan ein Industrie- und Wirtschaftsgebiet entstehen.
Ebenfalls in Planung ist eine eigene Autobahnabfahrt in Wimpassing. Die Vogelweide ist mit den Linien 2, 3 und 4 mit dem Stadtzentrum, dem Bahnhof und den anderen Zählbezirken und Stadtteilen verbunden. Zudem verfügt die Vogelweide mit der Außenwache Wimpassing über ein eigenes Feuerwehrhaus, das in die Freiwillige Feuerwehr der Stadt Wels eingegliedert ist.

## Kultur und Freizeit
Die Vogelweide ist Heimatstadtteil des Welser Fußballvereins FC Wels. Trainingszentrum ist das ASKÖ-Stadion in der Sauerbruchstraße. In den kommenden Jahren soll ein neues Stadion in Wimpassing gebaut werden.
Ein Naherholungsgebiet für die Welser Bevölkerung ist die Freizeitanlage Wimpassing. Sie liegt im Überschwemmungsgebiet des Grünbaches. Auf der 130.000 m² großen Fläche befindet sich neben einem großen Kinderspielplatz auch ein Fischteich.
Von kultureller Bedeutung ist vor allem das Theater Vogelweide, welches hauptsächlich Klassiker der deutschen und österreichischen Bühnenliteratur zur Aufführung bringt.